# La Vieillesse
Pour les articles homonymes, voir Vieillesse (homonymie).
La Vieillesse est un essai de Simone de Beauvoir publié le 23 janvier 1970 aux Éditions Gallimard.

## Histoire
Pour Sylvie Le Bon de Beauvoir, l'essai de Simone de Beauvoir publié en 1970 et intitulé La Vieillesse est symétrique du deuxième sexe : dans les deux cas, Simone de Beauvoir passe d'une interrogation sur soi à la question plus générale sur ce que signifie «être vieux» et sur la place de la vieillesse  dans nos sociétés. Elle analyse, elle ouvre des débats, elle explore l'histoire et donne des exemples. Pour elle, la situation disparate  des vieux provient des inégalités sociales et économiques. « Avant qu'elle ne fonde sur nous, la vieillesse est une chose qui ne concerne que les autres » écrit-elle aussi.
A l'automne 1974, Simone de Beauvoir participe aussi au film de Marianne Ahrne, Promenade au pays de la vieillesse,.

## Résumé
À l'aide de nombreux exemples, elle aborde le caractère concret des problèmes, politiques, sociaux, existentiels, philosophiques, psychologiques du vieillissement, de la mort dans les sociétés anciennes, primitives et modernes en France comme dans les autres pays occidentaux. L'essai est composé de deux parties.
La première correspond à une vision engagée et « politique » de la vieillesse dans les sociétés primitives, dans les sociétés occidentales depuis les origines platoniciennes et judaïques jusqu'aux exemples. Dans cette première partie elle démontre que les sociétés modernes se comportent de façon aussi « dégradantes » que certaines des sociétés primitives. Les vieillards semblent des bouches inutiles à nourrir. Elle est en cela un précurseur du combat politique de personnes âgées pour faire reconnaître leurs droits dans un monde qui exclut les anciens. La première partie commence par une analyse médicale et biologique, mais de Beauvoir conclut dans ce chapitre que la vieillesse est affaire sociale, et pas seulement sanitaire. 
Dans une seconde partie par des exemples littéraires, historiques (Georges Clemenceau, Philippe Pétain, Gandhi...) des enquêtes sur le terrain, des visites de l'hospice de l'Hôpital de la Salpêtrière, elle définit ce qui pour elle peut donner du sens dans l'absurdité d'un monde impitoyable pour les anciens au grand âge. L'engagement au service des autres dans des projets et des combats politiques donnent même, au grand âge, des objectifs qui font sens pour la personne elle-même pour son environnement, pour la société.

## Éditions
- La Vieillesse, Paris, Éditions Gallimard, 1970  (ISBN 2070268020).